# جون رووي
جون رووي (بالإنجليزية: John Rowe)‏ هو مؤلف أسترالي، ولد في 21 مارس 1936 في أستراليا، وتوفي في 9 نوفمبر 2017.